# Straßenbahn Jüterbog
Die Straßenbahn Jüterbog war eine Pferdestraßenbahn in der Stadt Jüterbog. Sie verkehrte (mit zweimaliger Unterbrechung) von 1897 bis 1928 vom Bahnhof in die Stadt. Die 3,3 Kilometer lange Strecke wurde danach auf Omnibusbetrieb umgestellt.

## Geschichte
Im Jahre 1841 baute die Berlin-Anhaltische Eisenbahn-Gesellschaft eine Station für Jüterbog. Da der Bahnhof Jüterbog rund zwei Kilometer vom Stadtzentrum entfernt lag, entstanden in den 1890er Jahren erste Überlegungen, diesen über eine elektrische Kleinbahn mit dem Ort zu verbinden. Die Firma Siemens & Halske aus Berlin, das bei Bau und Betrieb elektrischer Straßenbahnen im Deutschen Reich führende Unternehmen, teilte dem Magistrat jedoch im November 1893 mit, dass man an der Rentabilität der Straßenbahn zweifle und sich nicht daran beteiligen wolle. Im Februar 1895 unterbreitete die Firma J. Plagge aus Berlin einen Kostenvoranschlag für eine Gasmotorenbahn in Höhe von 230.000 Mark. Da die Kosten für eine Pferdestraßenbahn nur auf 60 % dieser Summe veranschlagt wurden, fiel im Mai 1895 die Entscheidung zu ihren Gunsten. Nachdem der Regierungspräsident in Potsdam am 27. April 1896 den Betrieb bis zum 1. Juli 1936 genehmigt hatte, wurde am 18. Mai 1896 die Jüterboger Straßenbahn AG gegründet. Ihr Stammkapital von 100.000 Mark wurde durch die Ausgabe von 100 Aktien mit einem jeweiligen Nennwert von 1000 Mark aufgebracht, die vor allem von Jüterboger Bürgern gezeichnet wurden.
Der Betrieb wurde am 20. März 1897 auf einer 3,3 Kilometer langen eingleisigen Strecke zwischen dem Bahnhof, dem Markt und der Zinnaer Vorstadt aufgenommen. Mit zwölf Pferden und drei Wagen wurden täglich 20 Fahrten durchgeführt. Der Fahrpreis für die 20-minütige Fahrt betrug zunächst 10 Pfennig tagsüber und 20 Pfennig während der Nacht. Die Spurweite der Gleise betrug 1000 mm (Meterspur). Schon 1897 wurden 175.380 Personen befördert, fünf Jahre später 195.987. Im Jahr 1902 gab es Überlegungen, die Bahn auf elektrischen Betrieb umzustellen. Dies wurde jedoch nie verwirklicht. Am 1. Oktober 1907 wurde in der Zinnaer Vorstadt ein eigenes Depot in Betrieb genommen. Bis zu diesem Zeitpunkt diente ein Gebäude des Hotels Herold als provisorisches Depot.
Bis zum Jahr 1919 konnte das Unternehmen jährlich Gewinne erwirtschaften und seinen Aktionären eine Dividende zahlen. Ab 1920 geriet das Unternehmen trotz gestiegener Betriebseinnahmen durch stark anwachsende Futter- und Gehaltskosten in Schwierigkeiten. Obwohl der Betrieb der Pferdebahn vom 1. April bis zum 16. Juni 1920 eingestellt wurde, kam das Unternehmen bis 1922 wieder in die Gewinnzone. Die Hyperinflation der frühen 1920er Jahre führte aber dazu, dass es nicht mehr wirtschaftlich arbeiten konnte, so dass der Betrieb von Oktober 1922 bis zum März 1924 erneut eingestellt wurde. Am 4. November 1926 entschied der Magistrat, auf Steuerschulden der Jüterboger Straßenbahn AG unter der Voraussetzung zu verzichten, dass der Betrieb auf Autobusse umgestellt werde. Bis zum Jahr 1927 konnte die Lage des Unternehmens wieder stabilisiert werden, und am 23. Juli 1928 fuhren die ersten Omnibusse. Infolge der Erkrankung eines Busfahrers fuhr die letzte Pferdebahn am 29. Juli 1928.
Die Auflösung der Jüterboger Straßenbahn AG als Unternehmen wurde im Jahr 1938 vollzogen. Die letzten Gleise der Pferdestraßenbahn wurden erst in den 1950er Jahren demontiert.

## Wagenpark
Der Betrieb startete 1897 mit drei Pferdebahnwagen der in Halle (Saale) ansässigen Firma Gottfried Lindner. Die 2-achsigen und 3-fenstrigen Wagen boten den Fahrgästen 20 Sitz- und 11 Stehplätze und wurden einspännig gezogen. Der bald angeschaffte vierte Wagen war 4-fenstrig und stellte sich als zu schwer heraus. 1902 besaß das Unternehmen bereits sechs Wagen, von denen einer ein Servicewagen war.

## Betriebshof
Die Gesellschaft nutzte ab 1896 Gebäude des Hotels Herold in der Großen Straße 56. Erst 1907 wurde das 968 m² große Grundstück Zinnaer Vorstadt 77 gekauft und zum neuen Betriebshof umgebaut. Zu diesem Zeitpunkt befanden sich neben einem Wohnhaus mit Anbau auch zwei Ställe auf dem Areal. Einer der Ställe wurde abgerissen, um Platz für ein Wirtschaftsgebäude zu schaffen, das aus einem Büro, einer Kutscherstube, einem Lager, einer Waschküche und einer Toilette bestand. Zusätzlich wurden eine dreitorige Garage und eine Werkstatt errichtet. Das fertige Depot wurde am 1. Oktober 1907 feierlich eröffnet.